# Cross Barry
Cross Barry (iriska: Crois an Bharraigh) är en ort i republiken Irland.   Den ligger i grevskapet County Cork och provinsen Munster, i den södra delen av landet, 240 km sydväst om huvudstaden Dublin. Cross Barry ligger 45 meter över havet och antalet invånare är 354.
Terrängen runt Cross Barry är huvudsakligen platt, men norrut är den kuperad. Cross Barry ligger nere i en dal. Runt Cross Barry är det ganska tätbefolkat, med 52 invånare per kvadratkilometer. Närmaste större samhälle är Cork, 16,0 km nordost om Cross Barry. Trakten runt Cross Barry består i huvudsak av gräsmarker.